# Old Trafford (Siedlung)
Old Trafford ist ein Gebiet der Stadt Stretford im Metropolitan Borough Trafford im Metropolitan County Greater Manchester, unmittelbar südwestlich des Stadtzentrums von Manchester. Die Kreuzung der beiden alten Standorte umreißen die Grenzen der Region.
Old Trafford ist der Standort von zwei großen Sportstätten; Old Trafford Football Stadium und Old Trafford Cricket Ground (Heimat von Manchester United und Lancashire County Cricket Club).
Die Stadien sind an beiden Enden der Warwick Road, zwei Teile davon nennen sich Brian Statham Way (früher Warwick Road) und Sir Matt Busby Way (ehemals Warwick Road North). Die Straße dazwischen behält den Namen Warwick Road, und der südliche Abschnitt auf der anderen Seite der Metrolink Linie heißt Warwick Road South.
Koordinaten: 53° 27′ N, 2° 17′ W